# Allainville (Eure-et-Loir)
Pour les articles homonymes, voir Allainville.
Allainville est une commune française du département d'Eure-et-Loir en région Centre-Val de Loire, située à 6 km de Dreux, 39 km de Chartres et 78 km de Paris.

## Géographie

### Situation
La commune d'Allainville se situe à 4 km à l'ouest de Dreux.

Situation géographique
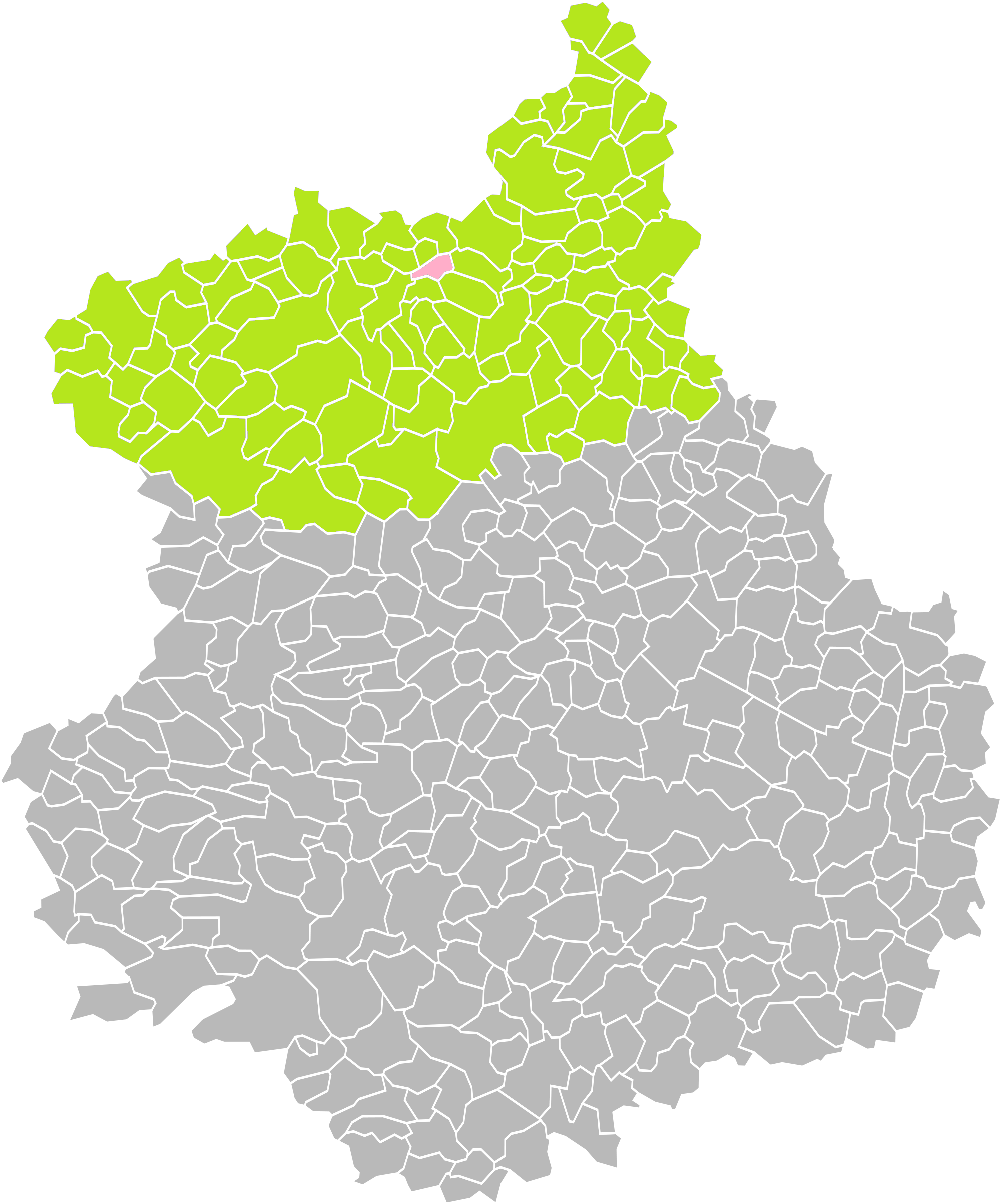
Allainville dans son arrondissement.
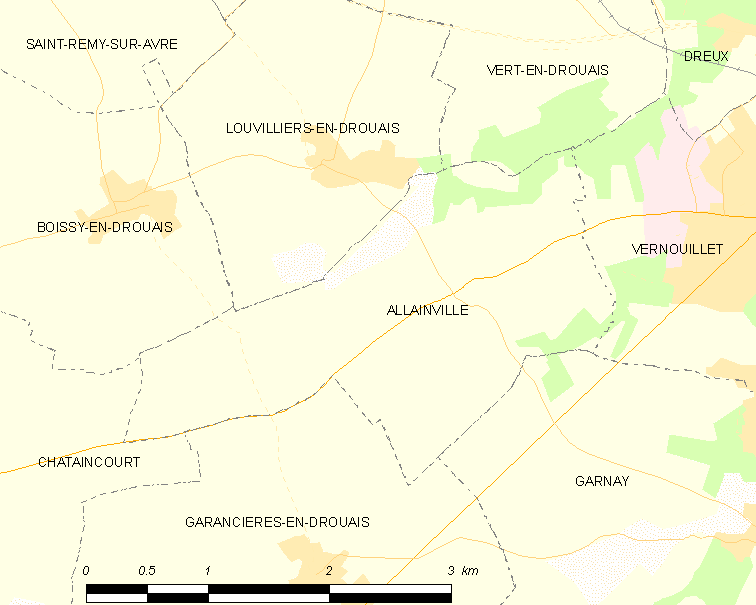
Carte de la commune d'Allainville.

### Communes limitrophes
| Louvilliers-en-Drouais |                        | Vert-en-Drouais |
| Boissy-en-Drouais      | Allainville            | Vernouillet     |
| Châtaincourt           | Garancières-en-Drouais | Garnay          |

### Hameaux de la commune
- Champseru.

### Climat
Pour des articles plus généraux, voir Climat du Centre-Val de Loire et Climat d'Eure-et-Loir.
En 2010, le climat de la commune est de type climat océanique dégradé des plaines du Centre et du Nord, selon une étude du CNRS s'appuyant sur une série de données couvrant la période 1971-2000. En 2020, Météo-France publie une typologie des climats de la France métropolitaine dans laquelle la commune est dans une zone de transition entre le climat océanique et le climat océanique altéré et est dans la région climatique Sud-ouest du bassin Parisien, caractérisée par une faible pluviométrie, notamment au printemps (120 à 150 mm) et un hiver froid (3,5 °C).
Pour la période 1971-2000, la température annuelle moyenne est de 10,5 °C, avec une amplitude thermique annuelle de 14,1 °C. Le cumul annuel moyen de précipitations est de 610 mm, avec 10,6 jours de précipitations en janvier et 7,9 jours en juillet. Pour la période 1991-2020, la température moyenne annuelle observée sur la station météorologique de Météo-France la plus proche, « Marville_sapc », sur la commune de Marville-Moutiers-Brûlé à 8 km à vol d'oiseau, est de 11,1 °C et le cumul annuel moyen de précipitations est de 571,8 mm,. Pour l'avenir, les paramètres climatiques de la commune estimés pour 2050 selon différents scénarios d'émission de gaz à effet de serre sont consultables sur un site dédié publié par Météo-France en novembre 2022.

## Urbanisme

### Typologie
Au 1er janvier 2024, Allainville est catégorisée commune rurale à habitat dispersé, selon la nouvelle grille communale de densité à 7 niveaux définie par l'Insee en 2022.
Elle est située hors unité urbaine et hors attraction des villes,.

### Occupation des sols
L'occupation des sols de la commune, telle qu'elle ressort de la base de données européenne d’occupation biophysique des sols Corine Land Cover (CLC), est marquée par l'importance des territoires agricoles (92,9 % en 2018), une proportion identique à celle de 1990 (92,9 %). La répartition détaillée en 2018 est la suivante : 
terres arables (88,3 %), forêts (7,1 %), zones agricoles hétérogènes (4,5 %). L'évolution de l’occupation des sols de la commune et de ses infrastructures peut être observée sur les différentes représentations cartographiques du territoire : la carte de Cassini (XVIIIe siècle), la carte d'état-major (1820-1866) et les cartes ou photos aériennes de l'IGN pour la période actuelle (1950 à aujourd'hui).

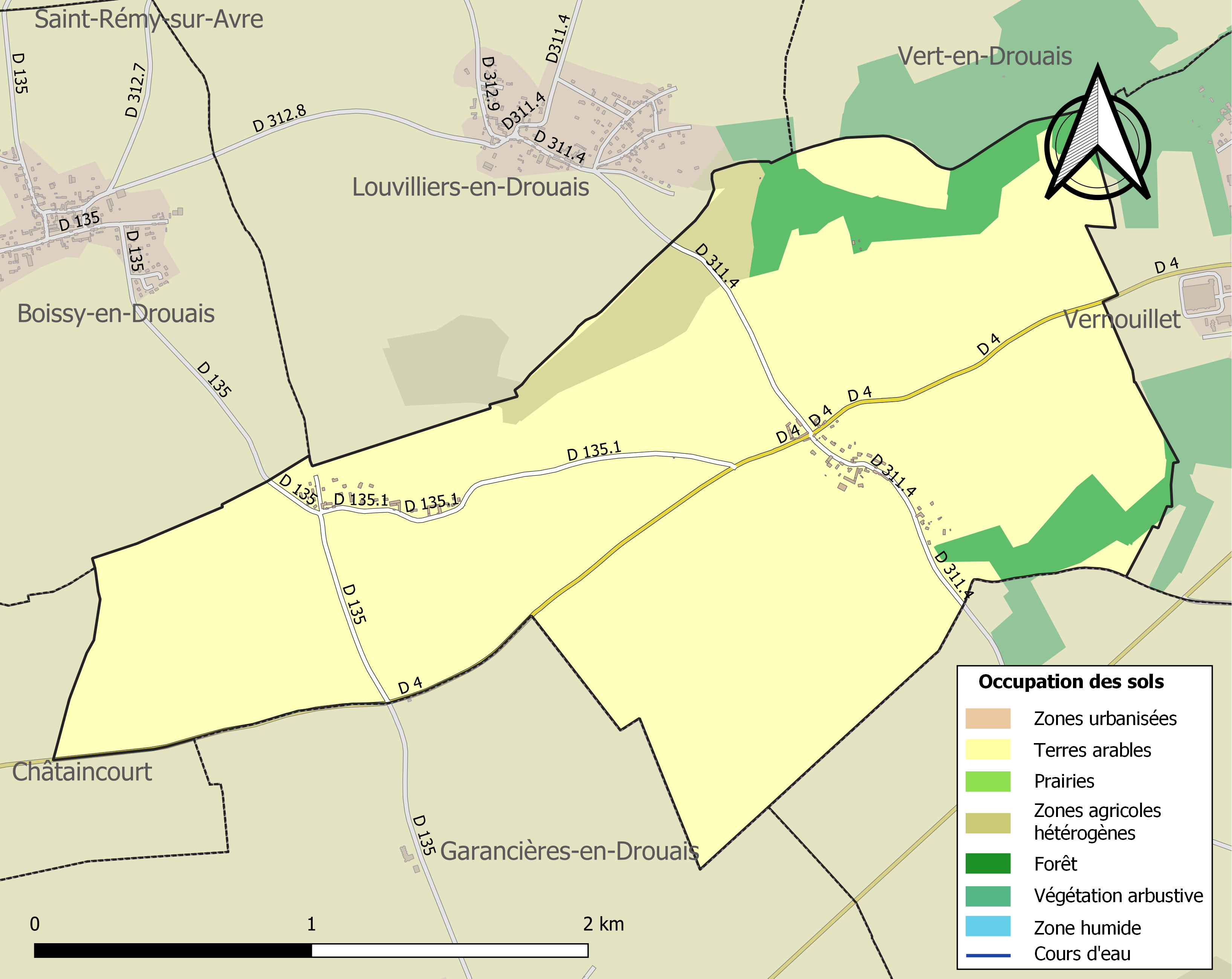
Carte des infrastructures et de l'occupation des sols de la commune en 2018 (CLC).

### Risques majeurs
Le territoire de la commune d'Allainville est vulnérable à différents aléas naturels : météorologiques (tempête, orage, neige, grand froid, canicule ou sécheresse), inondations, mouvements de terrains et séisme (sismicité très faible). Il est également exposé à un risque technologique, le transport de matières dangereuses. Un site publié par le BRGM permet d'évaluer simplement et rapidement les risques d'un bien localisé soit par son adresse soit par le numéro de sa parcelle.

#### Risques naturels
Certaines parties du territoire communal sont susceptibles d’être affectées par le risque d’inondation par débordement de cours d'eau et par ruissellement et coulée de boue, notamment l'Eure et l'Aqueduc de l'Avre. La commune a été reconnue en état de catastrophe naturelle au titre des dommages causés par les inondations et coulées de boue survenues en 1999 et 2018,.

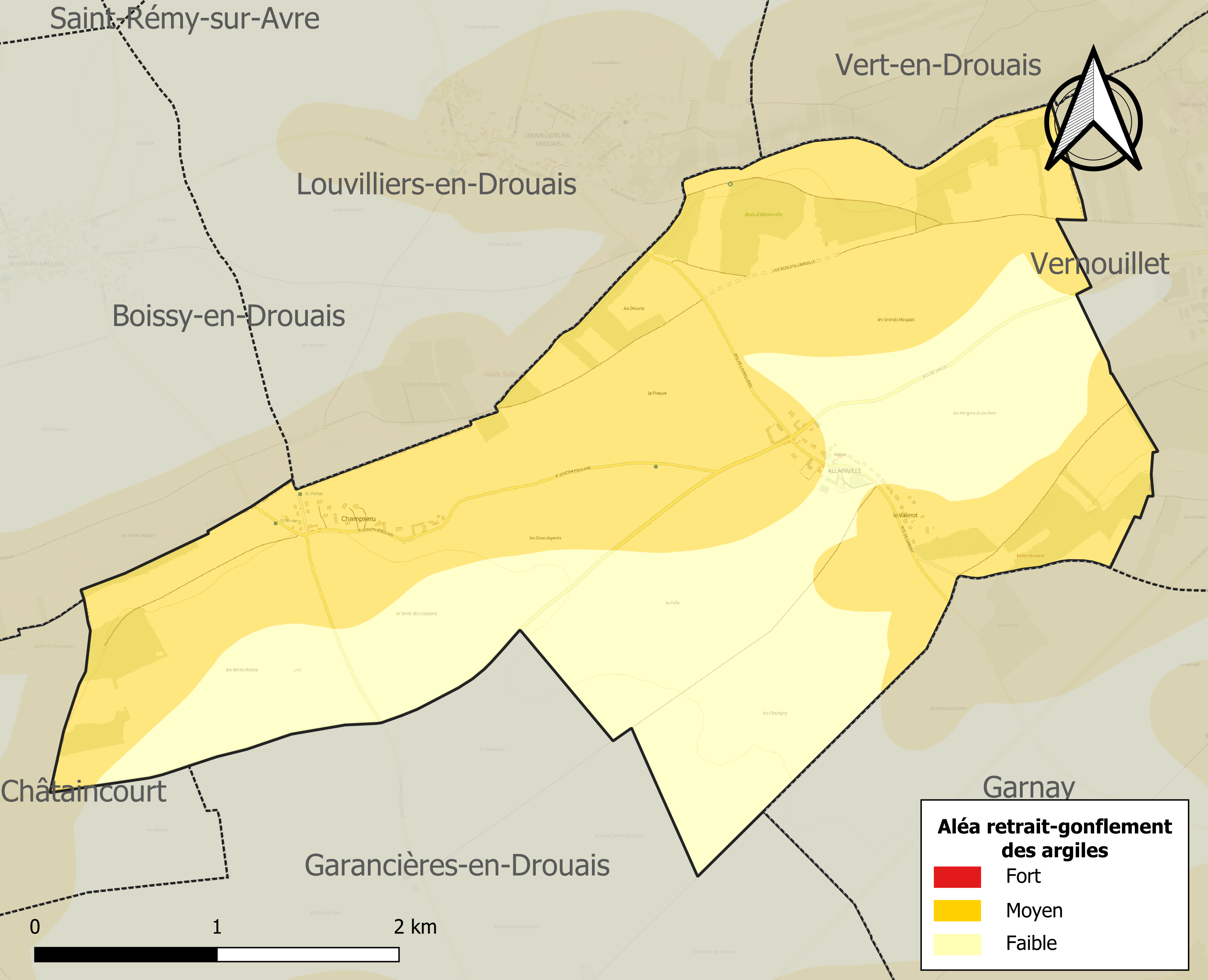
Carte des zones d'aléa retrait-gonflement des sols argileux d'Allainville.

Les mouvements de terrains susceptibles de se produire sur la commune sont des affaissements et effondrements liés aux cavités souterraines. L'inventaire national des cavités souterraines permet de localiser celles situées sur la commune.
Le retrait-gonflement des sols argileux est susceptible d'engendrer des dommages importants aux bâtiments en cas d’alternance de périodes de sécheresse et de pluie. 59,9 % de la superficie communale est en aléa moyen ou fort (52,8 % au niveau départemental et 48,5 % au niveau national). Sur les 58 bâtiments dénombrés sur la commune en 2019, 45 sont en aléa moyen ou fort, soit 78 %, à comparer aux 70 % au niveau départemental et 54 % au niveau national. Une cartographie de l'exposition du territoire national au retrait gonflement des sols argileux est disponible sur le site du BRGM,.
Concernant les mouvements de terrains, la commune a été reconnue en état de catastrophe naturelle au titre des dommages causés par des mouvements de terrain en 1999.

#### Risques technologiques
Le risque de transport de matières dangereuses sur la commune est lié à sa traversée par des infrastructures routières ou ferroviaires importantes ou la présence d'une canalisation de transport d'hydrocarbures. Un accident se produisant sur de telles infrastructures est en effet susceptible d’avoir des effets graves au bâti ou aux personnes jusqu’à 350 m, selon la nature du matériau transporté. Des dispositions d’urbanisme peuvent être préconisées en conséquence.

## Toponymie
Le nom de la localité est attesté sous sa forme latine Alanivilla en 1100 (cartulaire de l'abbaye Saint-Père-en-Vallée) ou Alainville vers 1100.
Tout comme Allaines, Allainville tirerait son origine du peuple des Alains qui fondèrent un royaume centré sur Orléans. Cependant, les formations toponymiques en -ville au sens ancien de « domaine rural » ne sont pas attestées antérieurement au VIIe siècle. Selon Dauzat, il s'agit soit d'un anthroponyme issu de l'ethnonyme des Alains, soit du nom de personne germanique Allin, les noms en -ville étant généralement composé avec un anthroponyme germanique.
Pour l'abbé Guy Villette, il n'y eut pas plus d'Alains à Allainville que de Germains à Germainville.

## Histoire

### Moyen Âge
Le fief de Champseru fut donné à l'ordre du Temple lors de la confirmation d'une donation de Hughes IV de Châteauneuf en 1260.

## Politique et administration

### Liste des maires
| Période    | Période  | Identité        | Étiquette | Qualité                             |
| ---------- | -------- | --------------- | --------- | ----------------------------------- |
| 1945       | 1983     | Roger Le Morvan |           |                                     |
| 1983       | 1999     | Jacques Hector  |           |                                     |
| 1999       | 2014     | Suzanne Pinard  |           |                                     |
| avril 2014 | En cours | Alain Capéran,  |           | Professeur, profession scientifique |

## Population et société

### Démographie
L'évolution du nombre d'habitants est connue à travers les recensements de la population effectués dans la commune depuis 1793. Pour les communes de moins de 10 000 habitants, une enquête de recensement portant sur toute la population est réalisée tous les cinq ans, les populations de référence des années intermédiaires étant quant à elles estimées par interpolation ou extrapolation. Pour la commune, le premier recensement exhaustif entrant dans le cadre du nouveau dispositif a été réalisé en 2005.

En 2022, la commune comptait 153 habitants, en évolution de +11,68 % par rapport à 2016 (Eure-et-Loir : −0,23 %, France hors Mayotte : +2,11 %).
| 1793 | 1800 | 1806 | 1821 | 1831 | 1836 | 1841 | 1846 | 1851 |
| ---- | ---- | ---- | ---- | ---- | ---- | ---- | ---- | ---- |
| 109  | 118  | 107  | 101  | 100  | 113  | 108  | 93   | 82   |

| 1856 | 1861 | 1866 | 1872 | 1876 | 1881 | 1886 | 1891 | 1896 |
| ---- | ---- | ---- | ---- | ---- | ---- | ---- | ---- | ---- |
| 83   | 76   | 74   | 66   | 72   | 66   | 65   | 55   | 55   |

| 1901 | 1906 | 1911 | 1921 | 1926 | 1931 | 1936 | 1946 | 1954 |
| ---- | ---- | ---- | ---- | ---- | ---- | ---- | ---- | ---- |
| 55   | 63   | 64   | 60   | 64   | 47   | 51   | 61   | 62   |

| 1962 | 1968 | 1975 | 1982 | 1990 | 1999 | 2005 | 2006 | 2010 |
| ---- | ---- | ---- | ---- | ---- | ---- | ---- | ---- | ---- |
| 50   | 42   | 35   | 82   | 124  | 120  | 146  | 150  | 142  |

| 2015 | 2020 | 2022 | - | - | - | - | - | - |
| ---- | ---- | ---- | - | - | - | - | - | - |
| 135  | 141  | 153  | - | - | - | - | - | - |

## Culture locale et patrimoine

### Lieux et monuments
- Le château d'Allainville ;
- L'église Saint-Samson, IXe siècle ;
- Le calvaire.

Lieux et monuments d'Allainville
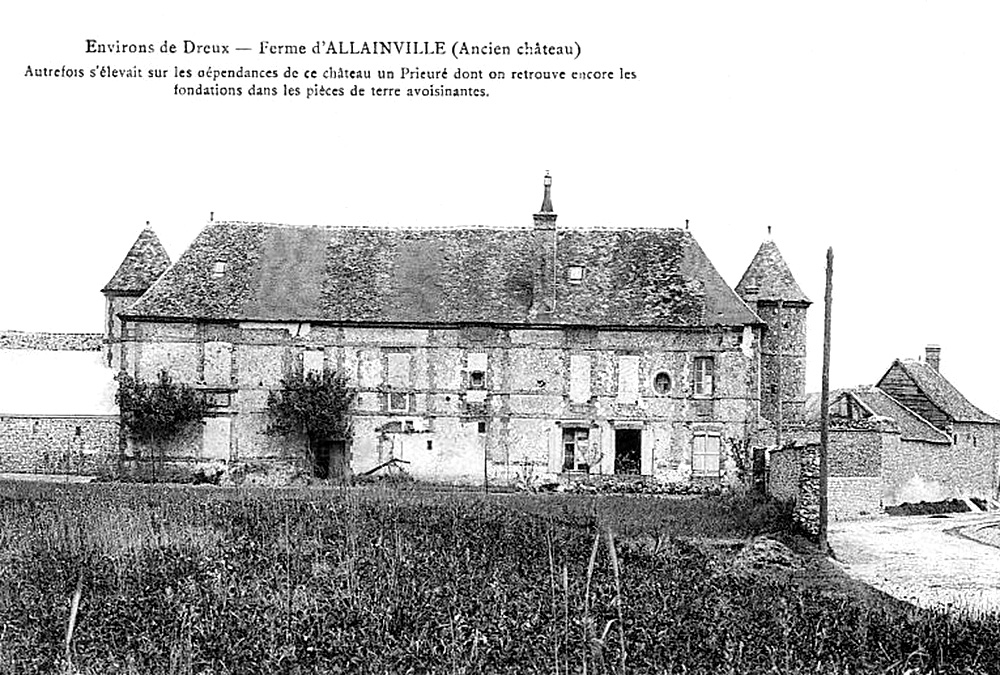
Château d'Allainville
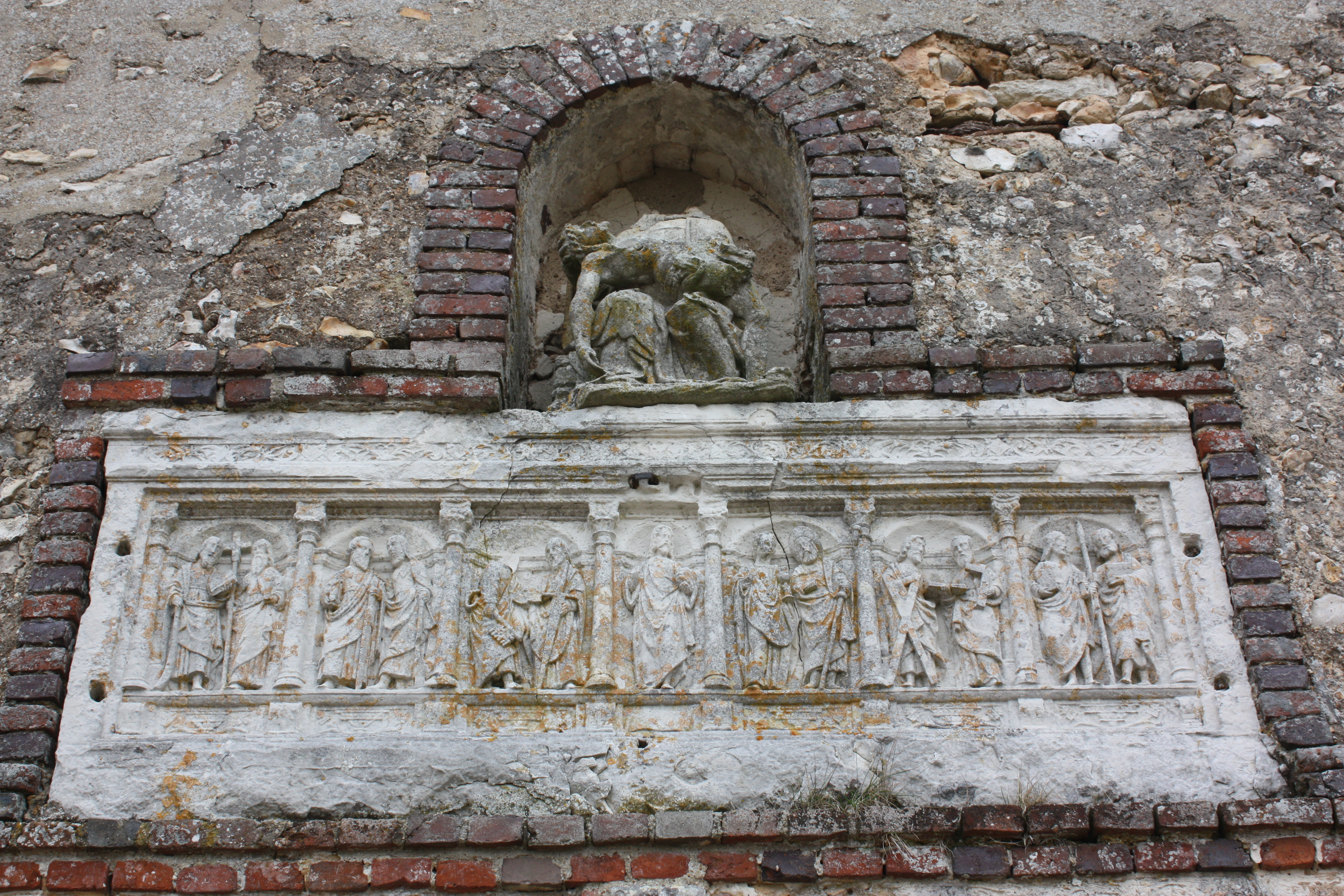
Détail de la façade de l'église.

### Personnalités liées à la commune
- Henri de Campion (1613-1663), militaire français, auteur des Mémoires ; en résidence estivale au château d'Allainville.
- Alexis Maréchal (1837-1914), homme politique né à Allainville, maire de Saint-Astier, député de la Dordogne de 1877 à 1881 et de 1889 à 1893.